# Loredana Bertè
Loredana Bertè (* 20. září 1950 Bagnara Calabra) je italská zpěvačka a skladatelka.

## Hudební kariéra
Pochází z učitelské rodiny, zpěvačkou byla i její starší sestra Domenica Bertè (1947–1995), která proslula pod pseudonymem Mia Martini. V patnácti letech odešla z rodné Kalábrie do Říma, kde byla tanečnicí a modelkou, pózovala také nahá pro časopis Playboy. V roce 1974 vydala první sólové album, které produkoval Enrico Riccardi. Proslula svojí extravagantní image, uvedla do Itálie nové žánry jako reggae a rap. Jejími významnými hity byly „Sei bellissima“, „Dedicato“ a „E la luna bussò“. Desetkrát se zúčastnila Festivalu Sanremo, kde obdržela v roce 2008 cenu za celoživotní dílo.

## Osobní život
Jejím prvním manželem byl podnikatel Roberto Berger. V roce 1989 se provdala za švédského tenisového šampióna Björna Borga, manželství bylo provázeno četnými skandály a bylo rozvedeno v roce 1993.

## Diskografie
- Streaking (1974)
- Normale o super (1976)
- TIR (1977)
- BandaBertè (1979)
- Loredana Bertè (1980)
- Made in Italy (1981)
- Traslocando (1982)
- Jazz (1983)
- Lorinedita (1983)
- Savoir faire (1984)
- Carioca (1985)
- Fotografando (1986)
- Io (1988)
- Best (1991)
- Ufficialmente dispersi (1993)
- Bertex, ingresso libero (1994)
- Ufficialmente ritrovati (1995)
- Un pettirosso da combattimento (1997)
- Decisamente Loredana (1998)
- BabyBertè (2005)
- Bertilation (2008)
- Lola & Angiolina project (2009)
- Amici non ne ho... ma amiche sì! (2016)
- LiBerté (2018)